# راميش كريشنان
راميش كريشنان مواليد 5 يونيو 1961 في تشيناي، هو لاعب كرة مضرب هندي سابق بدأ مسيرته كمحترف سنة 1978 وكان يلعب باليد اليمنى، اعتزل اللعب في 1993. أعلى تصنيف له في الفردي كان المركز الـ 23 في سنة 1985. سبق أن شارك في دورة الألعاب الأولمبية الصيفية.

## روابط خارجية
- راميش كريشنان على موقع رابطة محترفي التنس (الإنجليزية)
- راميش كريشنان على موقع الاتحاد الدولي لكرة المضرب (الإنجليزية)
- راميش كريشنان على موقع كأس ديفيز (الإنجليزية)
- راميش كريشنان على موقع خلاصة التنس.كوم (الإنجليزية)
- راميش كريشنان على موقع أوليمبيديا (الإنجليزية)